# Brixton
Brixton es un distrito de Londres perteneciente a la delegación de Lambeth, en el sur de Londres. Se le ha identificado como uno de los 35 mayores centros del Gran Londres.
Tiene un carácter principalmente residencial, con un prominente mercado callejero y, por ende, un sector sustancial de la venta al por menor. Cuenta con una comunidad multiétnica, donde la gente de origen africano y caribeño conforma un gran porcentaje de la población. Se encuentra a 4.3 km al sursudoeste del centro geográfico de Londres y colinda con Stockwell, Clapham, Streatham, Camberwell, Colina Tulse y Colina Herne. Dentro del distrito se encuentran las principales oficinas de la delegación de Lambeth de Londres.

## Historia

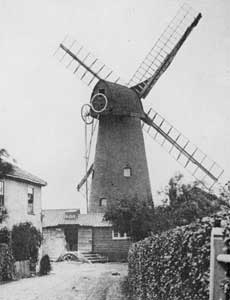
Ashby Mill, Brixton, también conocida como Brixton Windmill en 1864

Se cree que el nombre Brixton se originó a partir de la palabra Brixistane 'la piedra de Brixi', un lord sajón. Se piensa que este tal Brixi irguió una piedra limítrofe para indicar el lugar de reunión de la corte del Hundred Surrey. Se desconoce la localización de tal piedra; sin embargo, se cree que se encontraba en la cima de la colina Brixton, en una camino conocido por entonces como Bristow o la calzada elevada de Brixton, mucho antes que hubiese alguna edificación en la zona. Brixton marca la elevación desde los pantanos del norte de Lambeth, hasta las colinas del alto Norwood y Streatham. Por entonces, el río Effra fluía desde su curso superior en el Alto Norwood a través de la colina Herne, y finalmente desembocaba en Brixton. Dos puentes bajos atravesaban el río para los caminos romanos en dirección a la costa sur de Gran Bretaña; los caminos actualmente se llaman calle Brixton y calle Clapham. Los caminos principales se encontraban unidos a través de una red de carriles medievales del campo, tal como el carril Acre, carril Coldharbour, carril de agua de Brixton y la calle Lyham, anteriormente conocida como carril Black. No fue sino hasta finales del siglo XVIII cuando se formaron pueblos y asentamientos alrededor de Brixton, debido a que para entonces la zona que había sido bosque se convirtió en tierra destinada a la agricultura y huertos, conocidos por la producción de presas y la caza de animales salvajes. 
El área se mantuvo en un estado subdesarrollado hasta inicios del siglo XIX. Los principales asentamientos se encontraban en las cercanías de Stockwell, Colina de Brixton y Carril Coldharbour. Con la apertura del puente Vauxhall en el año de 1816, se mejoró el tránsito hacia la zona de Londres central, lo que propició el desarrollo suburbano. Angell Town fue el asentamiento más grande y uno de los últimos de carácter suburbano. Construido en la década de 1850 en el lado este de la calle Brixton, debe su nombre a una familia que era dueña de terrenos en Lambeth desde finales del siglo XVII hasta el siglo XX.
Construido en 1816, uno de los pocos molinos que todavía existen en Londres se encuentra en la colina Brixton, rodeado de casas levantadas durante la expansión victoriana de Brixton. Cuando se construyó el sistema de drenaje de Londres a mediados del siglo XIX, su diseñador, Sir Joseph Basagne, incorporó flujos del río Effra a dicho sistema. El flujo del río se incorporaba a través de una alcantarilla interceptora de alto nivel (la alcantarilla de Effra).
Brixton se transformó en un suburbio de clase media entre 1860 y la década de 1890. Los ferrocarriles lo comunicaban con el centro de Londres cuando Chatham, la línea principal, estaba aún en construcción en la década de 1860. En 1880, la Electric Avenue recibió su nombre por ser la primera calle de Londres iluminada con electricidad. Por entonces, se construyeron opulentas casas a la par de los principales caminos de Brixton. Después, a inicios del siglo XX, las casas se convirtieron en departamentos y casas de huéspedes debido al desplazamiento de las clases medias por el incremento de población de clase trabajadora.

Un mapa que muestra la ciudad metropolitana, ya que apareció en 1916.

Hacia 1925, Brixton atraía a millares de visitantes. Contaba con el mayor centro comercial del sur de Londres, así como con mercados prósperos, cines, bares y teatros. En la década de 1920, era la capital de compras del sur de Londres: tenía tres grandes tiendas departamentales y las primeras tiendas de las franquicias, que posteriormente serían las más importantes a nivel nacional. Hoy, la Calle Brixton es la principal área comercial, junto con el mercado de Brixton.

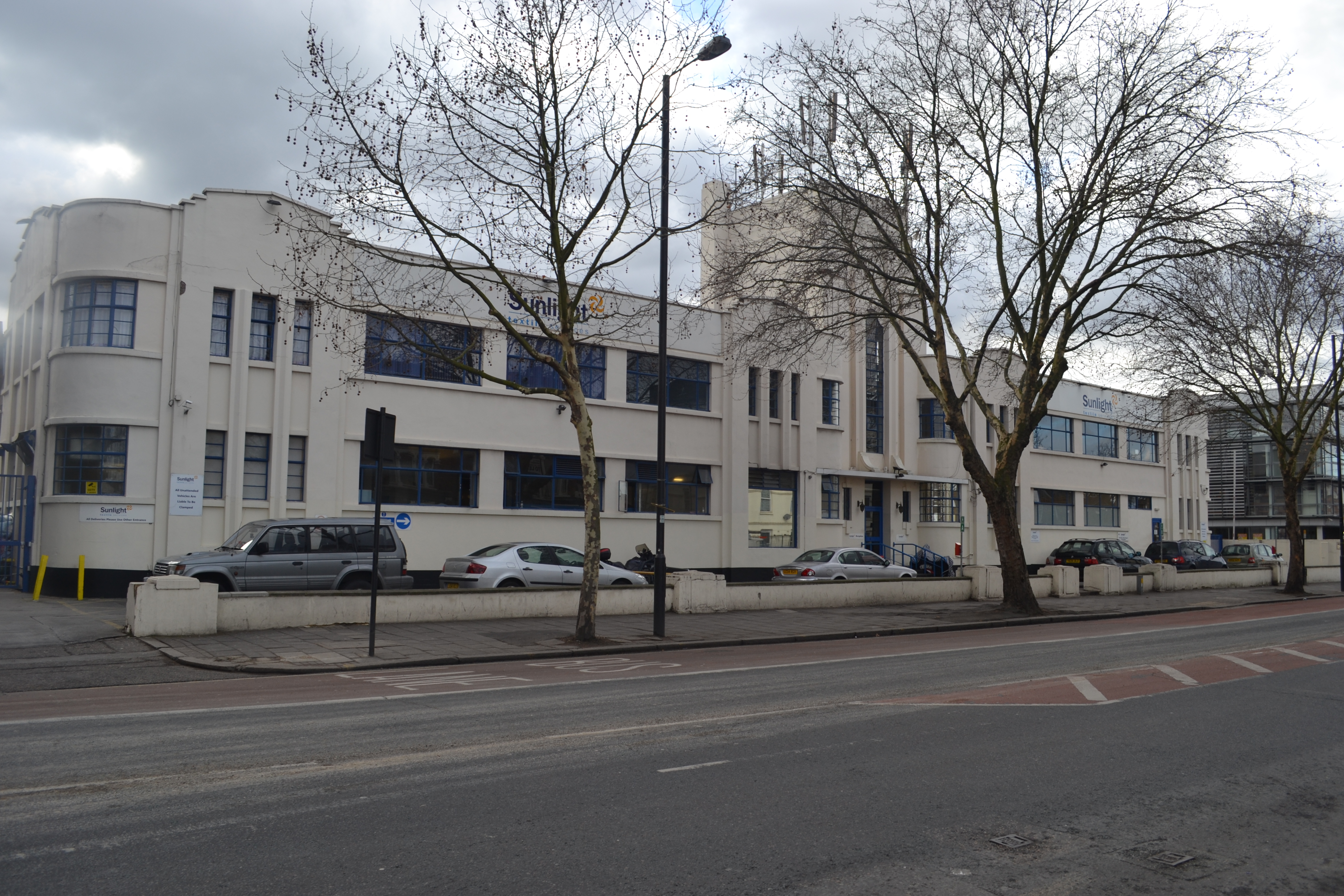
La lavandería "Sunlight", Brixton

En la colindancia occidental de Brixton y Clapham está la “Sunlight Laundry”, fábrica de art decó diseñada por el arquitecto F.E. Simpkins. Construida en 1937, es uno de los edificios art decó que todavía se utilizan para su propósito original y que todavía tiene como dueña a la empresa que los comisionó.
Brixton sufrió bombardeos durante la Segunda Guerra Mundial, lo que provocó una grave escasez de viviendas y propició el desarrollo de la obsolescencia urbana. Como consecuencia de ello, se construyeron viviendas sociales y se reacondicionó la zona. En las décadas de 1940 y 1950 llegó una gran cantidad de inmigrantes de las Indias occidentales a Brixton. Posteriormente, se asentaron comunidades portuguesas y de otras naciones europeas. La población de Brixton se encuentra cada vez más envejecida, algo que afecta a la planificación de estrategias de vivienda.

### 1948: La generación "Windrush"

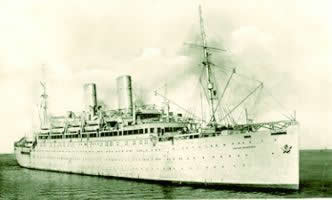
El Empire Windrush que trajo inmigrantes del Caribe en 1948.

La primera oleada de inmigrantes (42 individuos) que conformaron la comunidad británica afro-caribeña llegó en 1948 a los puertos de Tilbury a bordo del “Empire Windrush” de Jamaica. Los inmigrantes se alojaron temporalmente en el refugio profundo de Clapham del Sur. La bolsa de trabajo más cercana se encontraba en el carril Coldharbour (Brixton), lo que propiciaba que los recién llegados se asentaran de manera local.
La intención de varios inmigrantes al llegar a Gran Bretaña era la de quedarse algunos años; sin embargo, la mayoría se asentó permanentemente. La llegada de los pasajeros de esta embarcación representa un punto de referencia importante en la historia del Reino Unido moderno: el inicio de la sociedad multicultural británica moderna. En 1998, la explanada de la Biblioteca Tate de Brixton cambió su nombre a “Windrush Square” para conmemorar el 50.º aniversario de la llegada del Windrush.

### 1980: Huelgas y el informe de Scarman

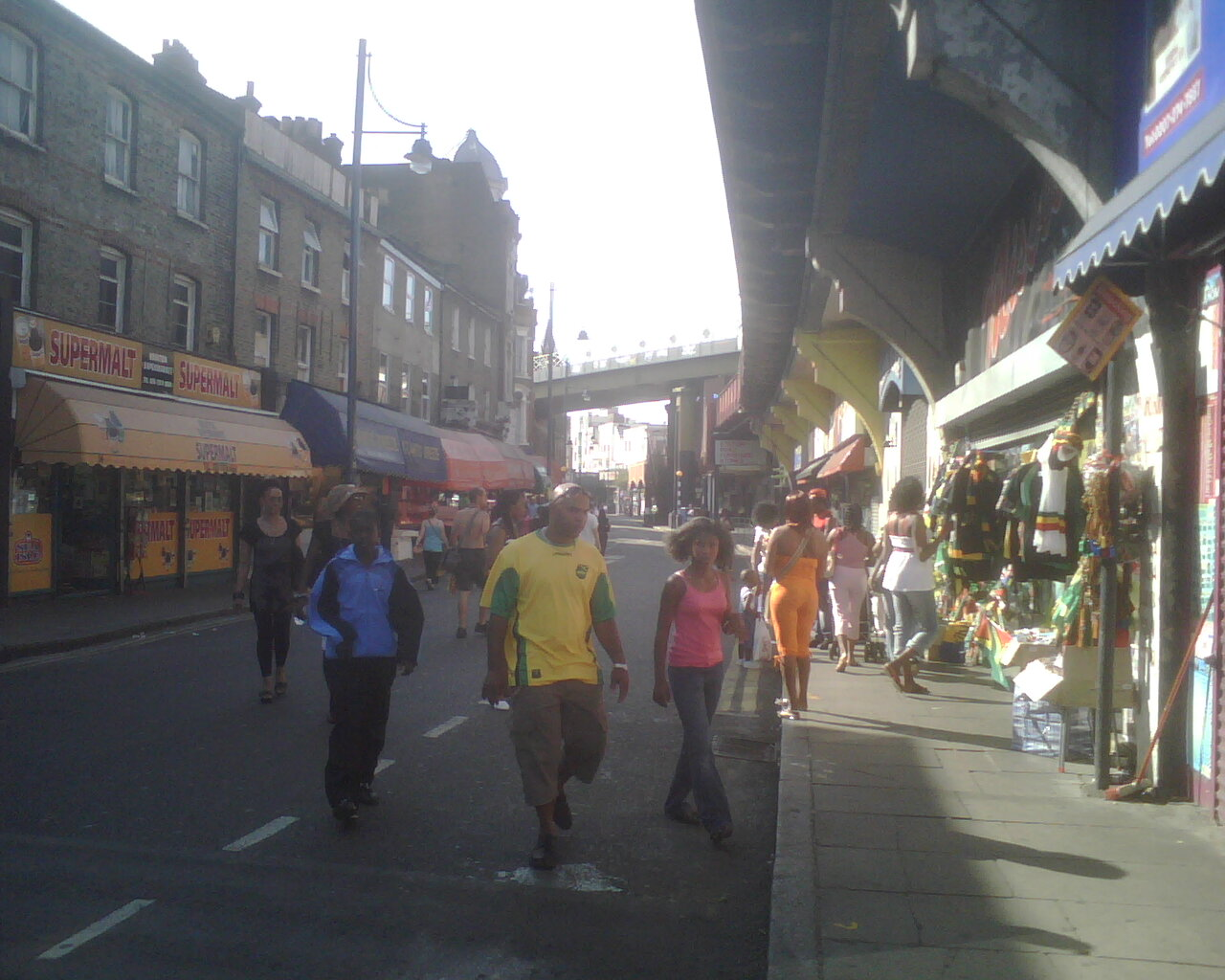
Carretera Atlantic, agosto de 2007

Brixton fue el escenario de las huelgas de abril de 1981, época en la que la ciudad tenía muchos problemas sociales y económicos, predominantemente en la comunidad afrocaribeña: desempleo, alta criminalidad, malas condiciones de vivienda y no había comodidades. A principios de abril, la Policía Metropolitana comenzó la "Operation Swamp 81" para reducir el crimen, en gran medida con el uso repetido de la llamada ley sus, que permitía a los agentes detener y registrar a cualquier persona sospechosa. Vestidos de civil, se enviaba a los agentes de policía a Brixton; bajo tal ley, en cinco días se detuvo y registró a casi 1000 personas. Hubo gran indignación al respecto, pues la mayoría de los detenidos eran jóvenes negros. La huelga resultó en casi 297 policías heridos y 45 civiles, más de cien automóviles incendiados (incluidos 56 de policías) y casi 150 edificios dañados, 30 de ellos destruidos por el fuego. Se arrestó a 82 personas. Los informes indicaron que aproximadamente 5.000 personas estuvieron involucradas en la huelga.
Tras la revuelta de 1981 de Brixton, el Gobierno llevó a cabo una investigación pública sobre los disturbios, encabezada por Lord Scarman. El informe de Scarman se publicó en noviembre de 1981 y consideraba probado el abuso desproporcionado e indiscriminado de la policía al detener y registrar a gente de raza negra. A partir del informe surgieron varias recomendaciones, por lo que en 1984 se creó un nuevo código de conducta policial: la "Police and Criminal Act 1984". En 1999, el informe Macpherson, una investigación sobre el asesinato de Stephen Lawrence, reveló que algunas de las recomendaciones del informe Scarman se habían ignorado y se concluyó que la policía era "institucionalmente racista".
La revuelta de Brixton de 1985 siguió con el tiroteo a una mujer negra, Dorothy 'Cherry' Groce, después de que la policía hubiese entrado en su casa buscando a su hijo, Michael Groce. Los varios casos de muertes de jóvenes negros bajo custodia policial y la desconfianza hacia la policía dieron lugar a protestas menores durante la década de los 90.

### 1990
Las revueltas de 1995 se iniciaron a partir de la muerte de un ciudadano negro (Wayne Douglas) bajo custodia policial. Las raíces en Brixton del primer ministro, John Major, se utilizaron en un cartel de la campaña electoral del partido conservador: "What does the Conservative Party offer a working class kid from Brixton?" (¿Qué ofrece el Partido Conservador a un chico de clase trabajadora de Brixton?). John Major salió elegido primer ministro.
El 17 de abril de 1999, el neonazi David Copeland puso una bomba en la Electric Avenue que explotó un día de compras en el supermercado Iceland. En junio de 2000 se le condenó a seis cadenas perpetuas. Se dice que el atentado iba dirigido a la comunidad negra de Brixton. Copeland también atacó otras partes de Londres: el Brick Lane, corazón del este de Londres que alberga una comunidad asiática, y el pub Admiral Ducan de Soho, frecuentado por homosexuales. La BBC afirmó que Copeland, con sus varios atentados, pretendía empezar una guerra racial en el Reino Unido. En 2009, una víctima del ataque de Soho escribió una obra sobre lo ocurrido: “The First Domino”.

### JayDay o Festival de Cannabis
De 2001 a 2004, el parque Brockwell albergó el festival Cannabis anual, o JayDay, organizado por la coalición Pro-cannabis. La policía había sido tolerante respecto a fumar cannabis. En 2005, Lambeth (Londres) rechazó la solicitud de albergar el Festival de Cannabis:

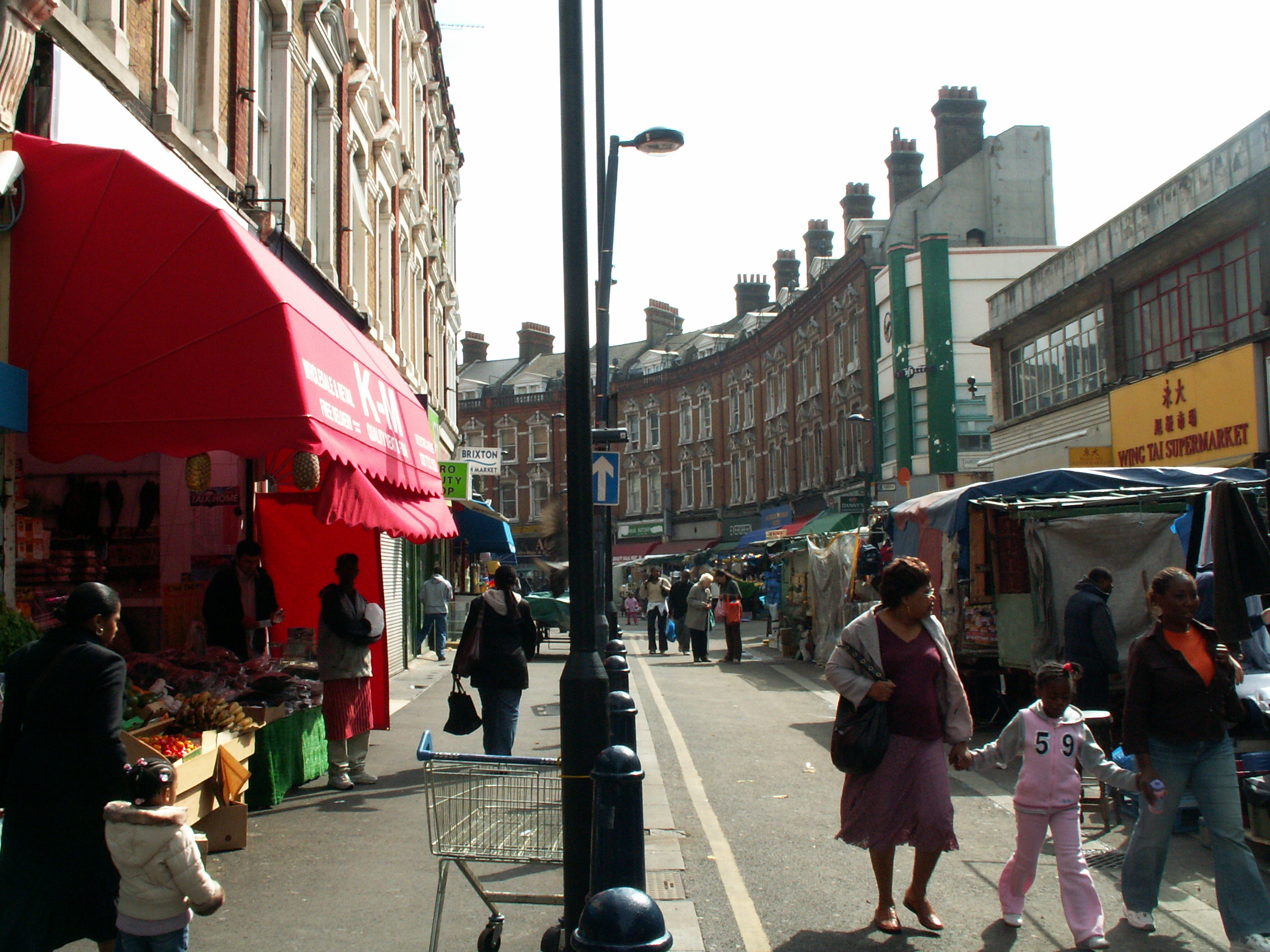
La Electric Avenue, lugar del atentado de 1999

While Lambeth Council supports freedom of speech and the right to take part in a legitimate campaign, the council cannot condone illegal activities such as cannabis use and drug pushing – both of which have taken place at a previous festival held by the Cannabis Coalition. Indeed council officers monitoring the event in the past were approached by drug dealers who offered them drugs.

### Gentrificación
Se debate si el renacimiento de Brixton ocurrió por regeneración o gentrificación. Algunos creen que el distrito ha sido objeto de un proceso de gentrificación desde la década de los 90 que ha dado como resultado que gente rica de clase media tome ventaja de la ubicación de la zona y de la próspera escena de arte bohemia. Otros argumentan que se ha regenerado la zona. En los últimos años, Brixton ha sido sede de un mercado sobre ruedas de agricultores ubicado camino a la estación, así como de restaurantes y tiendas pop-up. Se han abierto nuevas galerías de arte, tiendas de delicatessen, bares, cafeterías y tiendas de ropa antigua, sobre todo alrededor del mercado del pueblo de Brixton, por lo que algunos creen que la zona se ha vuelto parecida a las inmediaciones de Clapham.
Brixton recibió el Gran Premio de Vecindad 2013 (que cubre el Reino Unido e Irlanda) de la Academia de Urbanismo.
En abril de 2015 hubo una protesta por parte de los residentes locales y activistas.

### Ciudad de transición
Brixton fue una de las primeras ciudades en el proyecto 'Ciudad en Transición' del Reino Unido. Por ello, el Parque Brockwell alberga la Feria Verde Urbana de manera anual, celebrada por primera vez en el verano de 2007.

### Libra de Brixton
La libra de Brixton se lanzó el 17 de septiembre de 2009 por la Ciudad en Transición de Brixton. Se trata de una moneda local que está disponible como alternativa a la libra esterlina. El primer día de operación de la libra de Brixton fue el 18 de septiembre de 2009; 80 empresas locales aceptaron la moneda. Otras ciudades del Reino Unido que utilizan su propia moneda son Bristol, Totnes, Devon, Stroud en Gloucestershire y Lewes en Sussex.
La libra de Brixton tiene como objetivo impulsar la economía local y construir un sistema de apoyo mutuo entre las empresas independientes vinculando a los compradores locales con las tiendas locales y alentando a las tiendas locales a los bienes y servicios de origen local. Los billetes están disponibles en denominaciones de B£1, B£5, B£10 y B£20 y representan a celebridades locales, como al activista de la comunidad Olive Morris y al ecologista James Lovelock.
El 29 de septiembre de 2011, se lanzó una versión electrónica de la libra de Brixton donde los usuarios pueden pagar por mensaje de texto.
Se inició una segunda emisión del papel moneda, que incluía un nuevo conjunto de personas conocidas en Brixton: en el B£1, el fundador de los Black Cultural Archives Len Garrison; en el B£5, David Bowie; en el B£10 y en el B£20, Violette Szabo, agente secreta de la Segunda Guerra Mundial.
El reverso de los billetes tiene puntos de referencia locales como el Skatepark de Stockwell, el arte público en la avenida Electric, Amanecer nuclear - uno de los murales Brixton- y la ganadora del premio Stirling, Evelyn Grace Academia. Los cuatro billetes cuentan con un diseño inspirado en Coldharbour Lane's Southwyck House (o "Barrier Block").

## Viviendas

### Zonas residenciales

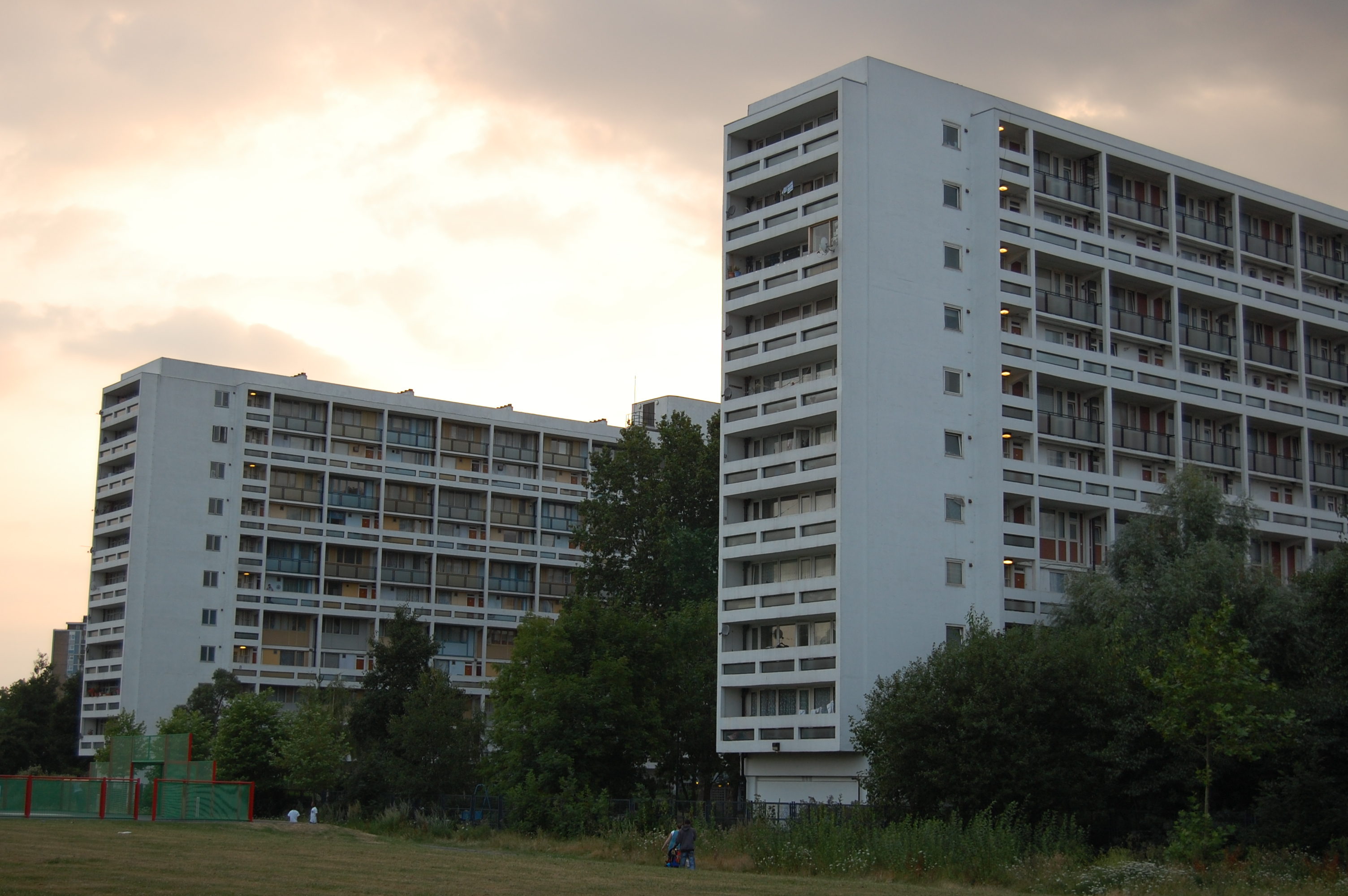
El estado de Loughborough, al este del área.

Brixton tiene seis grandes zonas residenciales: Stockwell Park Estate, a la salida de Brixton y Stockwell Roads, respectivamente; Myatts Field, a la salida de Vassall Road; Angell Town, a la salida de Brixton Road sobre la colindancia con Camberwell; Loughborough, en el centro de Brixton; Moorlands Estate, a la salida de Coldharbour Lane; St Matthew’s, en la bifurcación entre Brixton Hill y Effra Road; y Tulse Hill Estate, al sur de St Matthews. Las 6 zonas contienen una gran parte de la población residente de Brixton.
Áreas como Stockwell Park Estate y Angell Town Estate fueron diseñadas originalmente para acomodar aceras elevadas que unieran a todo Brixton. Las cocheras de planta baja han demostrado ser un grave problema de seguridad. El área de Somerleyton Estate se encuentra rodeada por una estructura en forma de herradura construida con ladrillo y concreto en la década de los 70, la Southwyck House, y recibió su forma distintiva para promover una barrera contra el ruido de la Ringway 1, vía motorizada que debería haber atravesado Brixton y Camberwell, pero cuya construcción posteriormente se abandonó.
Algunas zonas urbanas se han relacionado con el decaimiento urbano y el crimen. Se han construido puertas y barras de metal en Loughborough Estate, en las cercanías de Loughborough y Minet Road, como consecuencia de un número de asesinatos en el área. El área de Loughborough Estate aloja a más de 3000 familias y es una mezcla de complejos departamentales y torres construidas en los años 60 y 70, así como de edificios de baja altura construidos en los 40. Se han observado problemas de decaimiento urbano en los alrededores de Loughborough Junction, área de entronque entre Loughborough Estate, Angell Town y Moorlands Estate.

### Edificios de la época victoriana
Brixton todavía posee casas de la época victoriana. Mientras se construían puentes sobre el río Támesis en el temprano siglo XIX, quienes trabajaban en la ciudad de Londres y el extremo oeste de Londres se mudaron al sur de Londres. El asentamiento que se construyó de manera más temprana se hizo de tal manera en Washway, hoy en día Brixton Road. Con el cercamiento de la Mansión de Lambeth, propiedad del arzobispo de Canterbury, en 1806 y la apertura del puente Vauxhall en 1816, el desarrollo de villas y casas adosadas comenzó en las áreas circundantes a los caminos principales. La iglesia de St Matthew en el centro de Brixton se consagró en 1824, lo cual indica una población de un tamaño considerable en ese momento. Las estipulaciones Rush sobre recintos comunes dictaban que las casas adosadas cerca de los caminos principales debían permitir la existencia de grandes jardines. El molino se erigió en Brixton Hill en el año 1816 y la casa de corrección de Surrey, posteriormente prisión de Brixton, en 1819.

## Mercado de Brixton

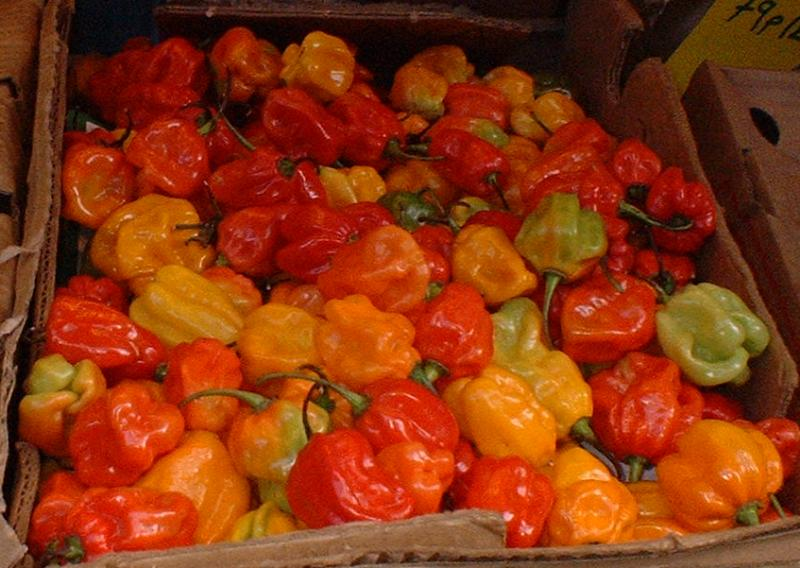
Chiles importados del Caribe en el Mercado de Brixton.

Con la llegada del ferrocarril en la década de 1870, se produjo un boom de construcción, por lo que la región se convirtió en un importante centro de comercio. La primera tienda departamental construida con un propósito específico fue la ‘Bon marché’, abierta en Brixton Road en 1877. Electric Avenue fue una de las primeras galerías comerciales con alumbrado eléctrico. El ahora famoso mercado de Brixton surgió en Atlantic Road y se trasladó posteriormente a Station Road en los años 20 para disminuir la congestión vehicular. El mercado de Brixton abre a diario; en él se puede encontrar una variedad de productos afro-caribeños y subsecciones con aportes de otras comunidades foráneas como la india, la vietnamita y la sudamericana. En septiembre de 2009 se abrió al público un mercado de productores en Brixton Station Road que abre cada domingo de 10:00 a 14:00.

## Cultura

### Murales de Brixton
Tras las huelgas de 1981, el Consejo financió la creación de murales que representaran la naturaleza, la política, la comunidad y las ideas. Pocos murales han sobrevivido hasta hoy en día. Entre ellos se incluye el mural de la Brixton Academy (Stockwell Park Walk), pintado por Stephen Pusey en 1982. Muestra a un grupo de jóvenes de distintas razas y busca retratar la harmonía natural que puede encontrarse entre niños con diversos trasfondos en las escuelas locales.

### Entretenimiento

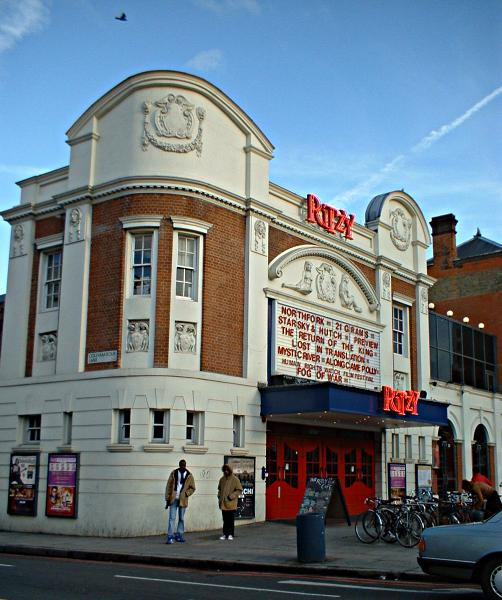
Cine Ritzy

El cine Ritzy en Colharbour Lane era un cinema independiente, hoy propiedad de Picturehouse Cinemas. El edificio fue diseñado con el nombre de Electric Pavilion en 1910 por E. C. Homer y Lucas, y fue uno de los primeros cinemas construidos con propósito.
Brixton tiene una importante escena de música y clubes. Los lugares de encuentro más frecuentados son la Brixton Academy, Electric Brixton y la misa en la iglesia de St Matthew. Una gama de puntos de encuentro a menor escala está compuesta por lugares como The Prince Albert, The Prince/ DexClub, The Windmill, The Dogstar, Jamm, The Telegraph, Plan B, South Beach Bar, The 414, The Effra Taver, Upstairs at the Ritzy y The Grosvenor, formando todos parte de la escena musical de Londres. El Brixton Splash, una celebración anual que dura un día y que se ha celebrado desde 2006, consiste en el reconocimiento del talento local y en la celebración de la diversidad cultural e histórica de Brixton.

También a partir de la década de los 70, Brixton ha alojado un parque de patinaje de usos múltiples. El Stockwell Skatepark, conocido localmente también como Brixton Beach, hace referencia a un grafiti de su pared norte.

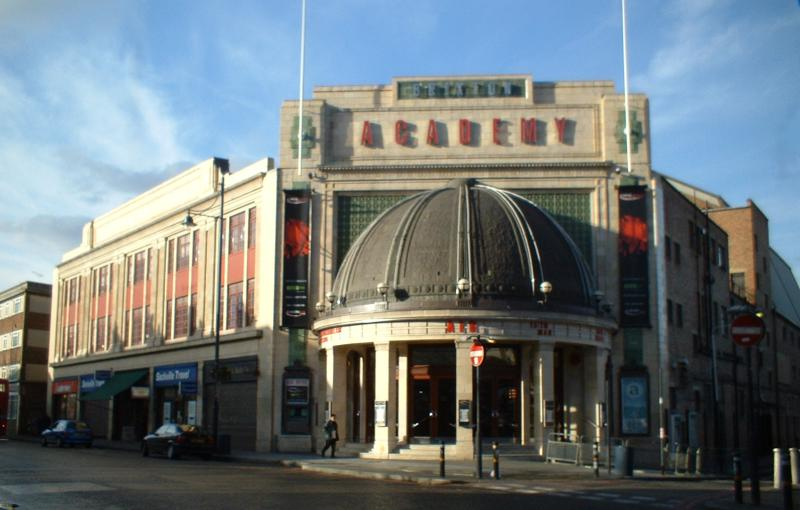
Academia de Brixton

#### Escena musical
En los últimos años, Brixton ha estado a la vanguardia del Reino Unido con grime, hip hop y rap urbano.

## Sitios religiosos

### Sinagoga de Brixton
Se encuentra en el número 49 de Effra Road. Se abrió al público en 1913 y se cerró en 1986 como resultado de que la congregación migrara a la cercana Sinagoga de Streatham. La fachada del edificio todavía se mantiene en pie.

### Iglesias cristianas

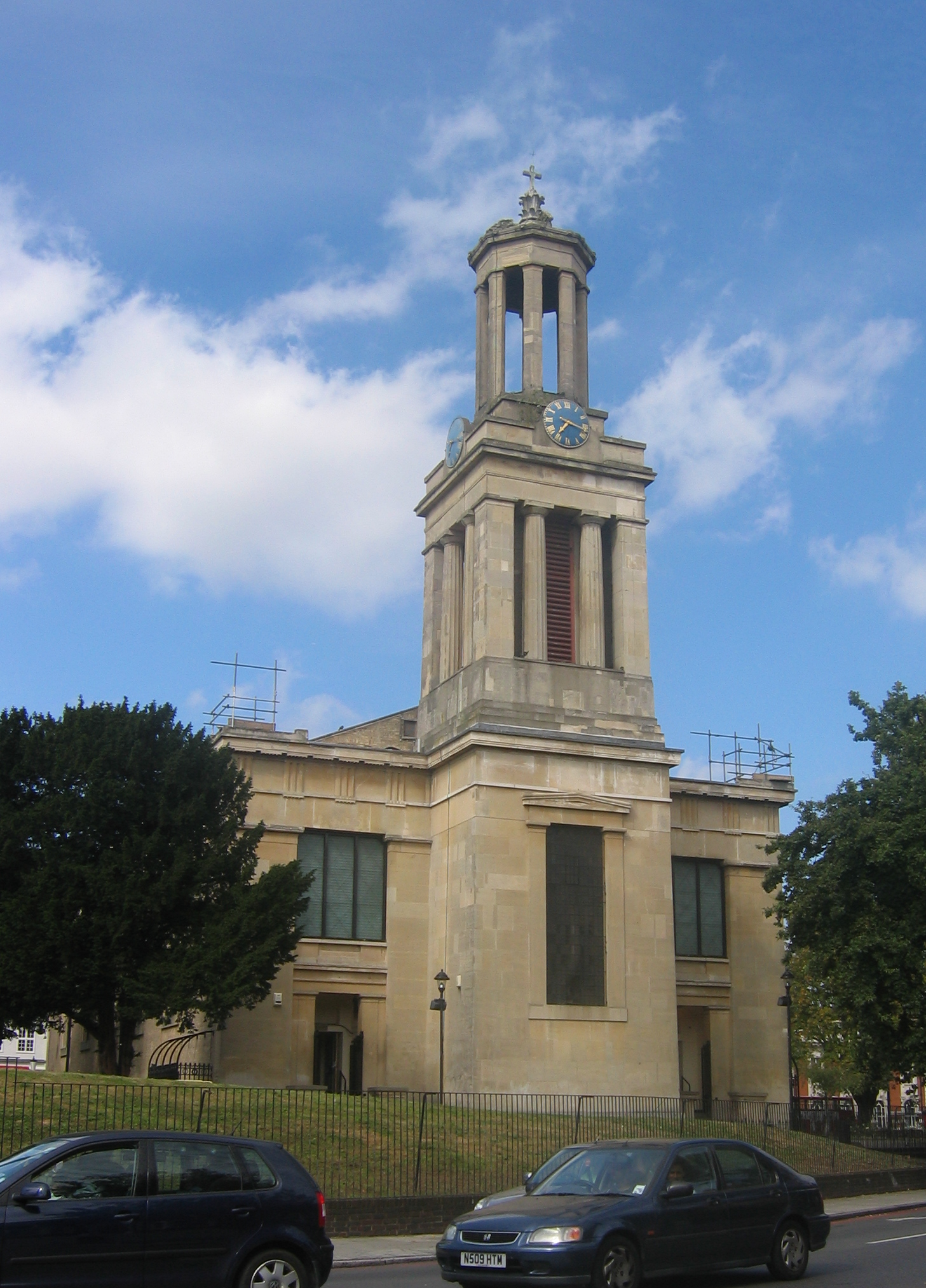
San Matthew', Brixton

Brixton se encuentra dentro de la Diócesis Anglicana de Soutwark. Se encuentra la iglesia de St Matthews en Brixton Green y fue construida en 1822 por el arquitecto C. F. Porden con un estilo del revival griego. Fue construida para celebrar la victoria del Reino Unido en la batalla de Waterloo, por lo que se le denomina una “iglesia de Waterloo”. La iglesia de St. Saviour se utilizó para filmar el largometraje “ El hombre que sabía demasiado”, de Alfred Hitchcock, en el cual se identificaba la iglesia bajo el nombre de Capilla Ambrose.
La iglesia parroquial de St Jude (1868), localizada en Dulwich Road, fue diseñada por el arquitecto John Kirk de Woolwich. Cerrada en 1975, cuando la parroquia se unió con la de St Matthew, el edificio se utiliza actualmente como sede de oficinas corporativas de una compañía de publicidad.
La iglesia de Cristo en Brixton Road posee estilos del Art Nouveau y Byzantino. Fue construida en 1902 por Beresford Pite. La iglesia de St Paul de Ferndale Road fue, a su vez, construida originalmente en 1958 por John Soper como iglesia de los adventistas del séptimo día.
La iglesia de Corpus Christi en Brixton se encuentra bajo la jurisdicción de la Archidiócesis católica de Southwark.

### Mezquita de Brixton
La Masjid ibn Taymeeyah o mezquita de Brixton y centro cultural islámico, se encuentra en Gresham Road, cerca de la comisaría de Brixton. Posee instalaciones tanto para hombres como para mujeres y espacio para 400 fieles durante la hora de plegarias. Se abrió en 1990 y es una de las mezquitas más antiguas del sur de Londres. Proporciona apoyo religioso, social y financiero a sus miembros.
La mezquita llegó a los encabezados de la prensa internacional cuando se reportó que Richard Reid, el llamado “shoe bomber”, asistió a ella. Según Abdul Haqq Baker, presidente del Consejo de Brixton, Reid había asistido a ella para aprender sobre el islam, pero se encontró con lo que el llamó “elementos más extremos”. Zacarías Moussaoui, convencido de participar en una conspiración para asesinar a ciudadanos de E.U.A como parte de los ataques terroristas del 11 de septiembre de 2001, inició su adoctrinamiento radical en la mezquita de Brixton. Ahí conoció a Reid, a pesar de que él había sido expulsado de la mezquita por llevar ropa de combate y presionar al clérigo para que le diera información sobre cómo unirse a la yihad. Abdullah el-Faisal, clérigo musulmán de ideologías radicales que predicaba en el Reino Unido hasta su aprisionamiento y deportación a Jamaica en 2007, tenía asociación directa con la mezquita de Brixton. Dentro de ella, predicaba a grupos numerosos de personas hasta ser expulsado por su administración salafi en 1993; posteriormente, dio una conferencia, "El engaño del diablo hacia los saudíes salafíes", en la que acusa a los musulmanes salafíes de ser hipócritas y apóstatas.
Tras los atentados de Londres, Brixton fue sede de una conferencia donde todos los musulmanes de la comunidad local condenaron la matanza indiscriminada y el terror. El metraje de la conferencia se usó en una serie de seis partes para la televisión llamada “Mosque”. Ello incluía testimonios de musulmanes locales sobre la discriminación que sufrían por parte de algunos sectores de la comunidad y cómo la comunidad de Brixton se mostró hospitalaria con ellos.

## Policía, drogas y crimen

### Operación swamp
Antes del motín de 1981, la operación Swamp 81 tenía como principal objetivo reducir el crimen en las calles, principalmente mediante el uso de la ley de sospechosos, con la que la policía podía detener e inspeccionar a sujetos meramente porque les parecieran sospechosos. Policías fueron enviados al área de Brixton; cinco días después se había detenido e inspeccionado a unas 1000 personas. El consentimiento de la comunidad local no se tomó en cuenta para la realización de la operación y la tensión entre la comunidad negra y la policía en las calles escaló hasta el punto de quiebre. Los residentes de la comunidad presentaron quejas sobre la policía inexperimentada enviada a las calles, algo que provocó conflicto con las autoridades.

### Cultura de pandillas
En 2003, el periódico The Independent reportó que alrededor de 200 yardíes tenían sus bases de operaciones en Lambeth, algunos formando parte del “Firehouse Posse” o del “Kartel Crew” de Brixton. Los Yardies han sido asociados históricamente con los inmigrantes jamaiquinos y tienen un centro de operaciones en Brixton. Existían partes de Brixton a las cuales se referían como “Little Tivoli” en honor a “Tivoli Gardens”, comunidad de Jamaica controlada por hombres armados. En 1999 surgió un escándalo basado en que la Policía Metropolitana permitiese a dos Yardies permanecer en Gran Bretaña a cambio de información. Eaton Green, uno de ellos, escapó de la cárcel en Jamaica en 1991 y se asentó en Brixton como traficante de droga; tres meses después lo arrestó un alguacil de Brixton, Steve Barker, y se convirtió en un informante a sueldo. Green dio información sobre la actividad Yardie por dos años, mientras seguía traficando con crack y llevando armas de fuego.
Varias pandillas tienen su centro de operaciones en la zona de Brixton. La banda “Murderzone” (MZ), la cual se involucra en el narcotráfico, es originaria de Somerleyton Estate. El “Pil dem crew” (PDC) se encuentra en la bifurcación entre Angell Town y Loughborough. “Organized Crime”, pandilla asociada a varios tiroteos y a su rivalidad con los “Peckham Boys”, tiene su base de operaciones en Myatts Field Estate. La pandilla "Guns and Shanks"/"Grind and Stack"/"Grip and Shoot" (GAS) se localiza principalmente en Angell Town. En 2011, cinco de los miembros más prominentes de la pandilla GAS: Ricardo ‘Maggy’ Giddings, Helder ‘Mad H’ Demorais, Jamal ‘JJ’ Moore, Shaquille ‘Lil Shaq’ Haighton y Kyle ‘Clickz’ Kinghorn fueron condenados a un total de 76 años en prisión por asesinar a Zac Olumegbon, miembro de otra banda local. 
Como en algunas partes del sur y del centro de Londres con considerables comunidades latinoamericanas, se pueden encontrar miembros de cárteles de drogas sudamericanos y Latin Kings. 
Los miembros de las pandillas tienden a encontrarse entre la adolescencia tardía o los 20 años, siendo los líderes de las mismas amigos de la infancia. En las áreas más pobres de Londres, algunos miembros de las pandillas cambian de casa casi a diario, logrando así ser más difíciles de rastrear. Según la Policía Metropolitana, las pandillas juveniles se encuentran lejos de ser grupos de crimen organizado bajo el mandato de alguna súper mente criminal. Ello, sin embargo, no les ha impedido evadir a la policía en numerosas ocasiones ni ser responsables de varios casos de homicidio. Durante la Operación Tridente, los agentes de policía se dieron cuenta de que persuadir a los miembros de la comunidad local para que testificasen era una tarea difícil, ya que temían represalias de otros miembros de las pandillas. Según los oficiales de la Operación Tridente, algunos miembros de la pandillas no tienen el entrenamiento necesario para utilizar de manera efectiva armas de alto calibre, aunque algunas pandillas poseen ametralladoras de 9 mm. Según el detective de la operación, las pandillas suelen conseguir armas de los Balcanes que compran desactivadas y activan tras recibirlas.

### Drogas
Algunos personajes de los medios de comunicación llaman a Brixton la capital de las drogas de Londres. Baste recordar a Val Shawcross, representante laborista en la asamblea de Londres para los distritos de Lambeth y Southwark. Está en una campaña contra el tráfico de drogas en Brixton y afirma lo siguiente en su página web:
Me he dado cuenta del estado de decadencia en el que se encuentra Brixton y de la existencia de un mercado abierto de drogas en el centro. La policía, las unidades de drogas y las armas de fuego, junto con los oficiales de operaciones de transporte, han estado llevando a cabo vigilancia a largo plazo en el área, la cual culminará en una operación de tres días al final de junio para arrestar a quienes trafiquen con drogas de categoría A. La policía seguirá llevando a cabo operaciones encubiertas en Brixton y seguirá patrullando con perros que pueden detectar drogas. Esta es una campaña de limpieza a largo plazo que tiene como finalidad eliminar los traficantes de Brixton. (Julio de 2008)
Durante varias décadas, Brixton ha tenido una reputación por el uso del cannabis en sus calles y la BBC incluso ha llegado a citar a un residente local que dijo: “La gente siempre ha fumado cannabis en Brixton; todos lo saben, las personas han caminado años por la calle oliendo churros.” Tal reputación se vio acrecentada por el programa piloto de la policía (la ‘softly softly approach’) para luchar contra el consumo de cannabis entre 2001 y 2005. La preocupación por el ‘turismo de drogas’ en el área y las estrategias sin rigidez de la policía produjeron debates en el país que ocasionaron cambios en la clasificación del cannabis en repetidas ocasiones: primero pasó a ser una droga de clase B, después de clase C (2004) y finalmente volvió a clasificarse como droga de clase B en 2009.

### Brian Paddick
En 2001, Brixton encabezó los titulares de los periódicos debido a la implementación de un programa piloto sobre el cannabis (la “softly softly approach”), iniciada por Brian Paddick, por entonces comandante de la policía del distrito de Lambeth. Se ordenó a la policía no arrestar ni multar a nadie que tuviera cannabis en su posesión; en vez de ello, debían de darles una advertencia y confiscar la droga. A pesar de que la idea se le atribuye al comandante Paddick, el programa piloto fue sancionado por el comisionado de policía de la metrópolis, Sir John Stevens. Paddick aseveró que implementó esta política porque quería que los agentes trataran con las situaciones que involucraban cannabis de manera rápida e informal, con la finalidad de que se pudieran concentrar en los crímenes relacionados con la heroína y el crack, junto con los robos a mano armada y asaltos, que afectaban de mayor manera la calidad de vida en Lambeth. El programa piloto terminó en diciembre de 2005. Lo sustituyó una política de no negociación debido a la venta de forma abierta del cannabis.
 

Paddick fue sargento en primera línea durante el motín de 1981, experiencia que formó sus opiniones sobre la acción confrontativa de la policía y fortaleció su creencia en la comunicación comunitaria. En diciembre de 2000, se le nombró comandante de la policía del distrito de Lambeth de Londres, puesto que ocupó hasta diciembre de 2002. Ganó gran apoyo de la comunidad local por su manera de impartir la ley y hubo una marcha en su favor en marzo de 2002, lo que llevó a Dominic Casciani (de la BBC) a decir lo siguiente:
Si alguien hubiera dicho hace cinco años que negros, blancos, viejos y jóvenes, heterosexuales y gays, liberales y anarquistas estarían todos juntos ovacionando a un comandante de policía en Brixton, la gente habría dicho que igual fumó un churro de más.

### Delitos a mano armada
En junio de 1998, el crimen a mano armada en Brixton se relacionó de manera amplia con los asesinatos de Avril Johnson y Michelle Carby. Ambas mujeres recibieron disparos en sus respectivos hogares, en dos ataques separados pero relacionados, sin mencionar que ambas fueron asesinadas de un tiro en la cabeza. En 2008, Tony Thompson, antiguo editor de noticias del Time Out, reportó que “el crimen a mano armada ha comenzado a aumentar tras una serie de ejecuciones de pandillas callejeras en el sur de Londres en la década de los 90”. Afirmó que la comunidad negra veía las operaciones anteriores de la policía como opresivas; por ejemplo, la Operación Tridente, que tenía fuertes relaciones con la comunidad negra."
En 2001, la Policía Metropolitana notó un rápido aumento en la incidencia de crímenes a mano armada en Londres. Entonces, Lambeth tenía la mayor incidencia de robos en Londres. En julio de 2001, dos policías mataron a tiros a Derek Bennet, hombre negro de 29 años de edad en Brixton, Angell Town Estate. El incidente ocurrió porque Bennet había empuñado un encendedor de cigarros con forma de arma de fuego. El veredicto del juicio dictaminó que, según los estatutos de la ley, se había asesinado a Bennet, sentencia que se vio confirmada en la apelación posterior.

En diciembre de 2004, los policías de la operación tridente y otros oficiales armados estaban apoyando al departamento de policía de Lambeth en un número de operaciones de detencíon y búsqueda que tenían como blanco sospechosos de portamiento de armas o vehículos que hayan sido asociados con armas, el conjunto de estas detenciones recibió el nombre de operación barrido de tridente. La operación se llevó a cabo con la esperanza de que los cateos disuadirían a los sospechosos de cargar armas y así se podrían prevenir tiroteos, junto con la recuperación de armas y realización de arrestos subsecuentes. El superintendente Jerry Savill de la policía de Lambeth era el responsable de vigilar que se cumpliera la ley en el área de Brixton, él señaló:
Esta operación está dirigida de una manera muy específica hacia las personas sobre las cuales tenemos información que sugiere su participación en crímenes a mano armada u otras ofensas. Querémos enviarles un mensaje muy claro a quienes portan armas en Lambeth, no lo hagan. Es momento de hacer que las personas en este distrito dejen de tener miedo de andar por las calles y de hacer que los pistoleros sean quienes tengan miedo de que su comunidad ayude a los policías a arrestarlos. 
En septiembre de 2006, Brixton fue el escenario de un tiroteo cubierto ampliamente por los medios de comunicación, el cual involucraba a dos chicos quienes fueron abatidos a tiros en un McDonalds lleno de personas en Brixton Road y Acre Lane.
En el 2007, los crímenes relacionados con armas de fuego incrementaron en un 4 por ciento en Londres, siendo en total 3,459 crímenes “posibilitados por armas”, entre los cuales se encuentran 30 asesinatos de los cuales 9 víctimas tenían 18 años o menos. Una serie de crímenes a mano armada en Brixton, Clapham y Streatham, incluyendo el asesinato de tres chicos en una semana, llevó a los medios de comunicación a llamar el área la capital de las armas.

## Cultura popular

### Música
Las referencias musicales relacionadas con Brixton comenzaron con el lanzamiento de la canción “Whoppi King” de Laurel Aitken en 1968 y por “Brixton Car” de Dice the Boss en 1969. Después, en 1975, una canción popular escrita y cantada por Geraint Hughes y Jeff Calvert, relató la historia de un conductor de autobús de Brixton que iba a Barbados en las Aerolíneas Coconut para escapar de la lluvia de Londres.
- En 1979 se lanzó la canción “The Guns of Brixton” del grupo punk The Clash. La compuso el bajista del grupo, Paul Simonon, que se crio en Brixton.
- Antes de un concierto, el grupo punk The Misfits se vio involucrado en una riña y encarcelado en la prisión de Brixton, lo cual los llevó a escribir la canción “London Dungeon”
- El álbum de 1982 de Eddy Grant, Killer on the Rampage, contiene el éxito “Electric Avenue”, una referencia a la calle en donde se realizan las compras en el centro de Brixton. La canción alude a la pobreza, la violencia y la miseria mientras celebra el ambiente vigoroso de la zona.
- La canción “Journey to the Centre of Brixton” de R.O.C.
- La canción “Brixton, Bronx ou Baixada,” del grupo de rock-reggae brasileño O Rappa, en la cual se habla sobre las diferencias sociales.
- La canción “Y Dios creó a Brixton” del álbum A World Without Dave de Carter USM, donde se mencionan varios puntos de referencia de la zona.
- Hay una referencia a Brixton en la canción de Amy Winehouse “Me and Mr Jones”.
- La banda punk Rancid escribió una canción llamada “Brixton”.
- Robbie Williams menciona el tráfico de drogas en Brixton en su canción de 2012 “Candy”.
- La canción “Summer of 81” de la banda punk The violators, la cual habla sobre los motines de 1981.
- El álbum colaborativo Brixton Briefcase de Cee-Lo Green y la banda Chase and Status.

### Cine y televisión
- Sarah Manning, personaje de la serie de televisión Orphan Black, es de Brixton.
- El filme del director Richard Parry de 2001, South West Nine, cuyo nombre hace referencia a un código postal que cubre la mayor parte del centro de Brixton, se grabó en el barrio.

## Transporte

### Autobuses
Las siguientes rutas de autobús atraviesan Brixton: 2, 3, 35, 37, 45, 57, 59, 109, 118, 133, 137, 159, 196, 201, 250, 322, 333, 345, 355, 415, 417, 432, P4, P5, N2, N3, N35, N109, N133 y la N137.

### Tren subterráneo londinense
La estación más cercana a Brixton se encuentra en la línea Victoria.

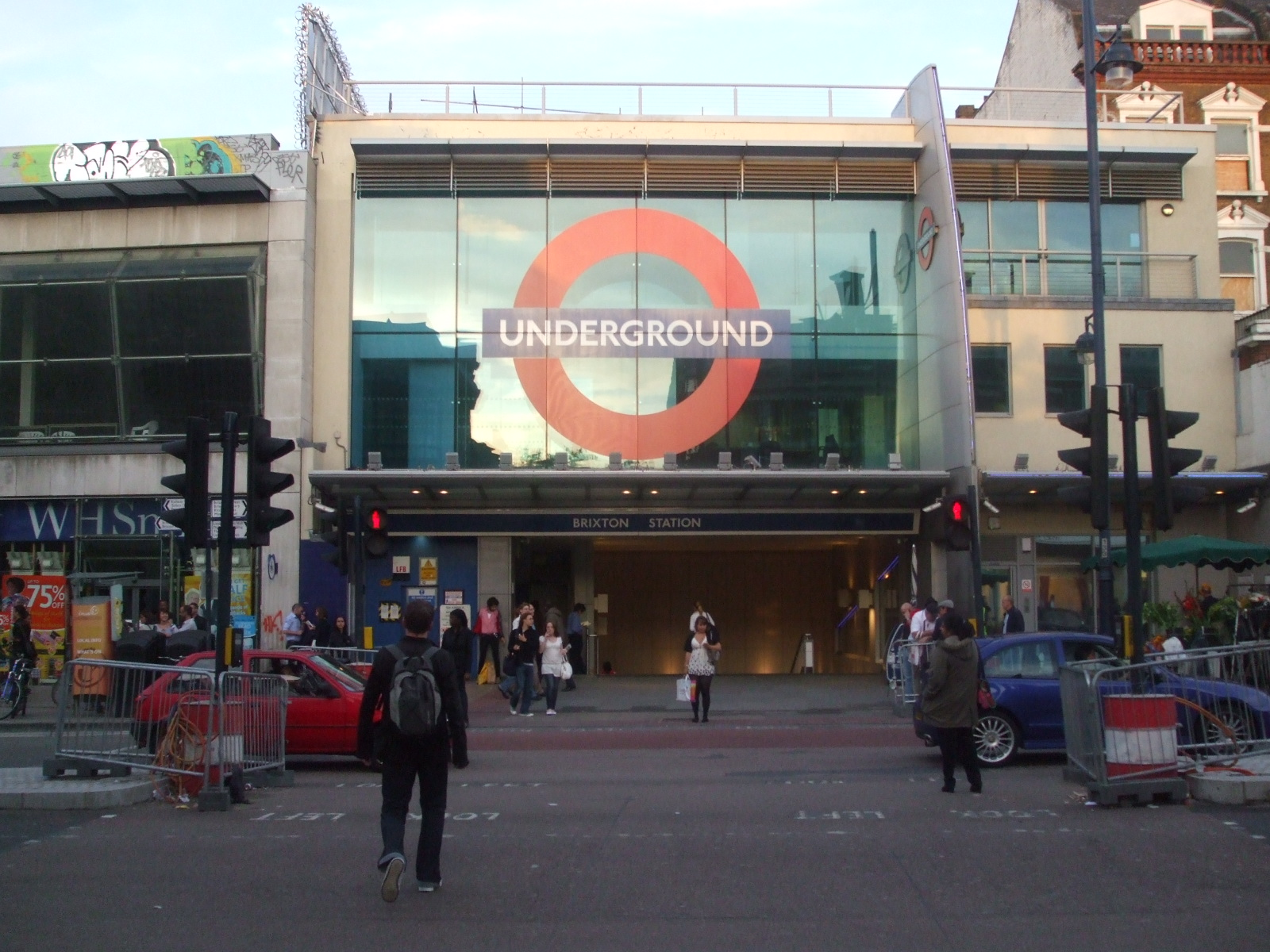
Entrada de estación de Metro en Brixton

### Ferrocarril nacional
La estación más cercana a Brixton es la de los servicios del suroeste rumbo a London Victoria y Orpington.

### Red de carreteras
Se puede llegar a Brixton a través de varios caminos principales. Las carreteras A203, A204 y A2217 unen el área con el puente Vauxhall y la carretera A23 de Londres a Brighton, la cual atraviesa Brixton de norte a sur. Brixton iba a formar parte esencial de la ruta South Cross, parte del plan de anillos periféricos de Londres cancelado en la década de 1970.

### Transbordadores
Se propuso la construcción de transbordadores para cruzar el río y proveer una ruta entre Camdem Town y Brixton a través del centro de Londres, pero el proyecto se abandonó en 2008 por falta de presupuesto.

## Personas destacadas

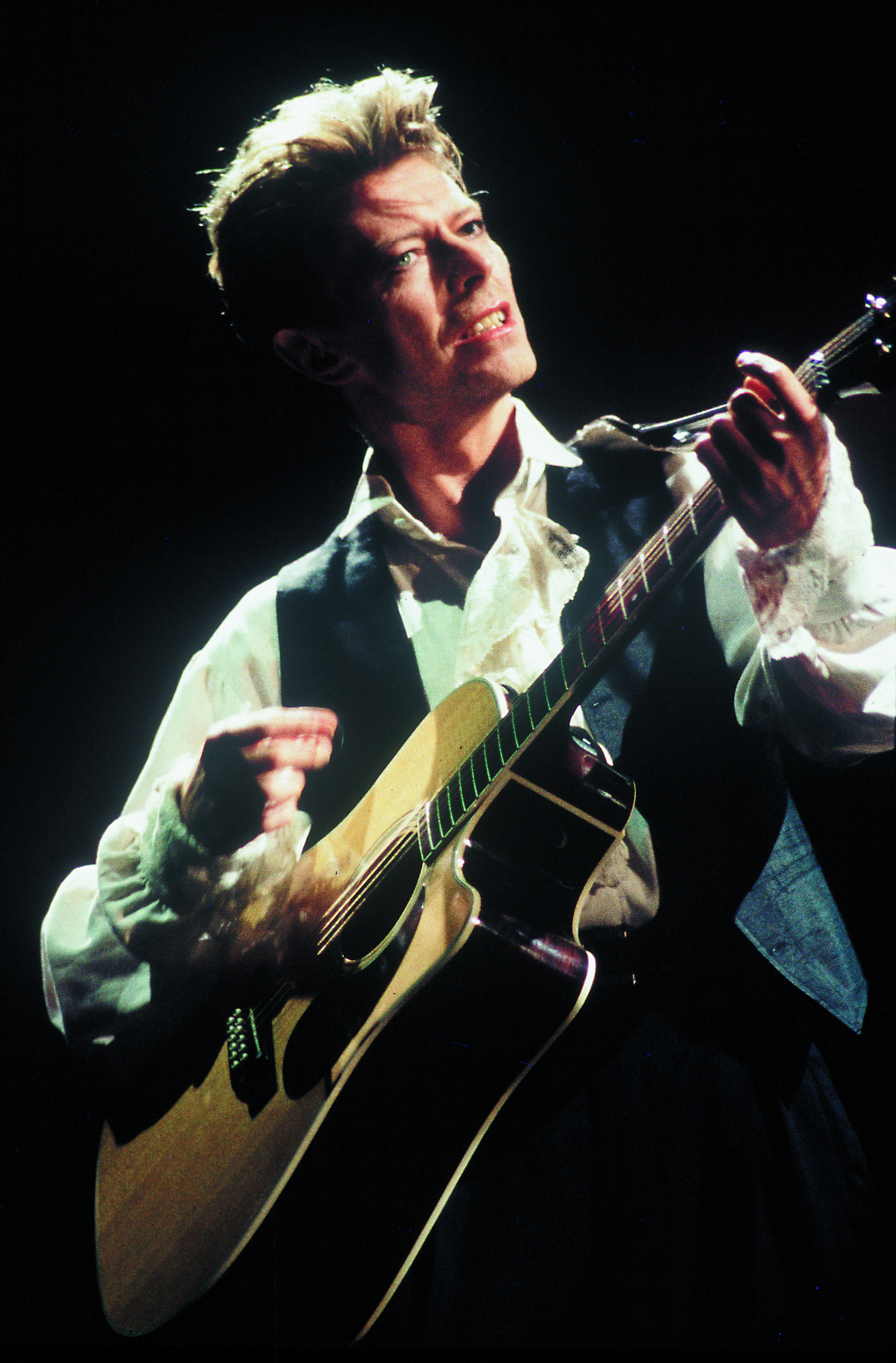
El músico David Bowie, nacido en Brixton en 1947.

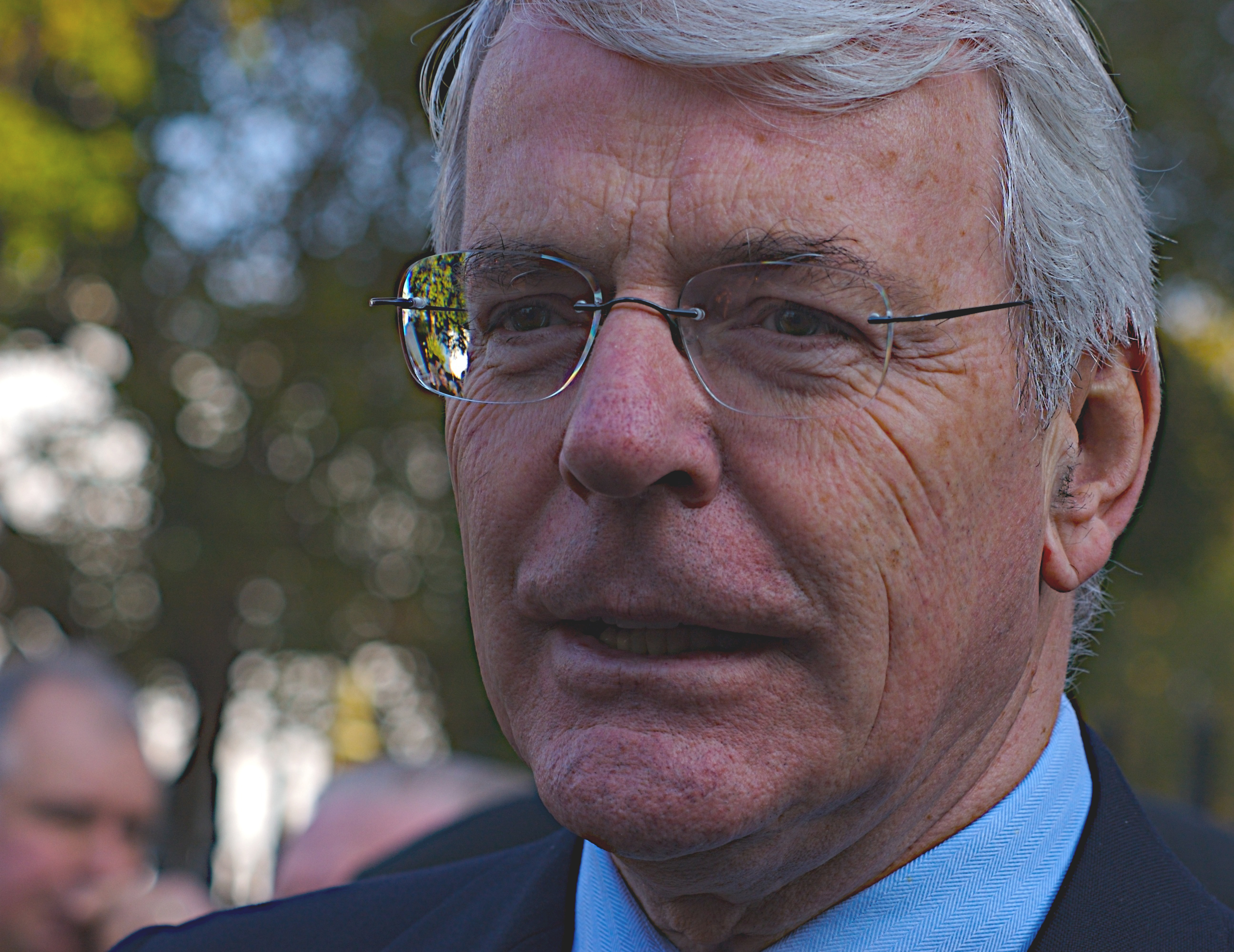
El ex primer ministro británico John Major.

Tres personas que han vivído en Brixton tienen placas azules en sus antiguos hogares:
- Havelock Ellis, sexólogo pionero que vivió en las mansiones Dover en Canterbury Crescent.[79]
- C. L. R. James, escritor y activista político negro que vivió en Railton Road, encima de las oficinas de Race Today, perteneciente a la revista de la organización antirracista Institute of Race Relations.
- Dan Leno (1860-1904), comediante de music hall inglés que se volvió famoso por su travesti.[80]

Otras personas notables que tienen relación con Brixton son:
- David Bowie, nacido en el número 40 de Stansfield Road.
- El ex primer ministro británico John Major.
- Paul Simonon y Mick Jones del grupo de punk The Clash, ambos originarios de la ciudad.